# Matthijs Adolph van Idsinga
Matthijs Adolph van Idsinga (Tilburg, 27 februari 1835 - Ophemert, 31 maart 1907) was een Nederlands waterbouwkundige. 
Van Idsinga was van 1879 tot 1899 hoofdingenieur bij de Provinciale Waterstaat van Gelderland. In 1858 haalde hij het diploma Civiel Ingenieur aan de Koninklijke Akademie te Delft. Hij begon als tijdelijk opzichter bij Rijkswaterstaat in Den Briel. In 1860 werd hij adjunct-ingenieur bij de aanleg van de staatsspoorwegen onder leiding van ir. Simon in Breda. In 1863 werd hij sectie-ingenieur te Bergen op Zoom en in 1864 te Goes. Toen de Zeeuwse spoorweg voltooid was, werd hij overgeplaatst eerst naar Middelburg en daarop naar Veere voor het ontwerpen en de uitvoering van de sluis- en havenwerken aldaar. Hier was hij werkzaam tot 1872. Een kort verblijf te Middelburg volgde.
Op 1 november 1873 werd hij overgeplaatst naar Nijmegen, waar hij onder de hoofdingenieur J.P. van den Berg belast werd met de uitvoering van de onder- en bovenbouw van de spoorbrug over de Waal. In 1879 nam hij ontslag uit de rijksdienst en werd provinciaal ingenieur, en later hoofdingenieur in Gelderland. Hij bleef hier tot zijn pensioen in 1899. In zijn tijd in Gelderland hield hij zich bezig met de verhoging van de Waaldijken in verband met de afsluiting van de Heerenwaardense Overlaat (aanleg Kanaal van St. Andries) en de verlegging van de Maasmond (aanleg Bergsche Maas).

## Naamgenoot
Er bestaat ook een Mathys Adolph van Idsinga (1711 - ?). Hij was curator in Harlingen. Alhoewel deze ruim een eeuw eerder leefde, worden zij in sommige literatuur toch door elkaar gehaald.